# العدل (مدينة)
ناحية العدل وهي إحدى النواحي التابعة لمحافظة ميسان في جنوب شرق العراق.تبعد هذه البلدة مسافة 45 كلم إلى الجنوب من مدينة العمارة مركز المحافظة وتبعد حوالي 11 كلم من مدينة المجر الكبير حيث أن هذه البلدة تتبع إداريا لقضاء المجر الكبير. سميت هذه البلدة بالعدل نسبة إلى النهر المار عندها والذي يسمى بنهر العدل